# Мюллерова народна купальня
Мюллерова народна купальня (нім. Müllersches Volksbad, Мюллерше Фольксбад)  — громадська будівля рекреаційно-відпочинкового призначення у Мюнхені, Баварія. Тут розташований найбільший у місті громадський басейн. Купальня (міські лазні) побудована на правому березі річки Ізар.
Купальня зведена у 1897 — 1901 роках за проектом архітектора Карла Хочедера (професора архітектури Мюнхенського технічного університету) у стилі модерн (або ж як називали цей стиль німецькою — югендштиль, чи французькою — ар(т) нуво) з елементами бароко. Купальню споруджено на благодійні кошти інженера Мюллера, від чийого прізвища і походить її назва.
У рекреаційно-відпочинковому комплексі містяться два плавальних басейни (великий та малий), римсько-ірландська лазня з ваннами та гідромасажем.